# Liste der Naturdenkmale in Brachttal
Die Liste der Naturdenkmale in Brachttal nennt die in der Gemeinde Brachttal im Main-Kinzig-Kreis gelegenen Naturdenkmale.
| Bild            | Bezeichnung      | Ortsteil, Lage                               | Beschreibung | Art                         | Nr.    |
| --------------- | ---------------- | -------------------------------------------- | --- | --------------------------- | ------ |
| Fotos hochladen | Eiche            | Neuenschmidten 50° 19′ 9,9″ N, 9° 17′ 5,1″ O | Tausendjährige Eiche in der Nähe des Schlosses Eisenhammer, mit einem Brusthöhenumfang von 7,88 m (2014) gehört sie zu den dicksten Eichen in Deutschland. | Stiel-Eiche (Quercus robur) | 435035 |
| BW              | Linde            | Udenhain 50° 18′ 51,9″ N, 9° 19′ 54,4″ O     | |                             | 435040 |
| Fotos hochladen | Das Eichbäumchen | Schlierbach 50° 17′ 34,4″ N, 9° 18′ 32,9″ O  | |                             | 435095 |

## Belege
1. ↑  
Naturdenkmale im Main-Kinzig-Kreis. (PDF; 74 kB) Umweltbericht MKK. Main-Kinzig-Kreis, August 2015, archiviert vom Original (nicht mehr online verfügbar) am 24. Januar 2016; abgerufen am 22. Januar 2016.
2. ↑  Eintrag im Verzeichnis Monumentaler Eichen. Abgerufen am 22. Januar 2017.
3. ↑  Tausendjährige Eiche am Schloß Eisenhammer. Abgerufen am 21. Januar 2017.

- Karte mit allen Koordinaten:
- OSM |
- WikiMap